# Carlos Bauness
Carlos Bauness  (Inglaterra, 1797 - Buenos Aires, mayo de 1855) fue un militar argentino de origen británico, que participó en las guerras de independencia y civiles de la República Argentina, en la que se había establecido en su juventud.

## Biografía
Se estableció en Buenos Aires, capital del Virreinato del Río de la Plata, poco antes de la Revolución de Mayo. Se enroló en el Ejército Argentino en 1810, aunque no participó en las primeras campañas de la Guerra de Independencia Argentina.
En 1813 se incorporó con el grado de alférez en el Regimiento de Granaderos a Caballo, poco después de la victoria de su jefe, José de San Martín, en el Combate de San Lorenzo. Participó en la segunda expedición auxiliadora al Alto Perú en 1814, bajo el mando de Mariano Necochea. Participó en la derrota de Sipe Sipe y regresó a San Miguel de Tucumán con el resto del Ejército del Norte.
A principios de 1816 se incorporó al Ejército de los Andes, participando al año siguiente de la campaña libertadora a Chile. Combatió en las batallas de Las Coimas, Chacabuco, Cancha Rayada y Maipú. A mediados de 1818 participó en la campaña del sur de Chile, combatiendo en la Batalla del Bío Bío a órdenes del general José Matías Zapiola.
Participó de la Expedición Libertadora del Perú en 1820, y tomó parte en la captura de Lima y Callao. Tras la retirada de San Martín quedó al margen de toda actividad militar.
Regresó a Buenos Aires y fue destinado al servicio de la frontera con los indígenas, primeramente en la guarnición de Salto, y luego en Tandil. Colaboró en la fundación de Bahía Blanca, y peleó en varios combates contra los indígenas, alcanzando el grado de teniente coronel.
Durante la revolución de 1828, comandada por Juan Lavalle, permaneció a órdenes del gobernador, coronel Manuel Dorrego, a cuyas órdenes combatió en la Batalla de Navarro. Luego se unió al ejército de Juan Manuel de Rosas, y participando en la Batalla de Puente de Márquez y en el sitio de la ciudad de Buenos Aires. Participó a órdenes del coronel Ángel Pacheco en la campaña de 1831 contra la Liga del Interior, comandada por el general José María Paz; participó en la Batalla de Fraile Muerto.
Identificado con el partido del gobernador Juan Ramón Balcarce y su ministro Enrique Martínez, después de la Revolución de los Restauradores emigró a Montevideo. Permaneció muchos años en el Uruguay, pero no participó en la Guerra Grande ni en las campañas contra Rosas. En cambio, prestó algunos servicios militares menores durante el Sitio de Montevideo por las fuerzas de Manuel Oribe.
Regresó a Buenos Aires después de la Batalla de Caseros y fue ascendido al grado de coronel. Participó en la defensa de Buenos Aires contra el sitio a que la sometió el general Hilario Lagos.
Falleció en Buenos Aires el 29 de mayo de 1855. Fue enterrado en el Cementerio Británico. Una calle de la ciudad de Buenos Aires que atraviesa los barrios de Villa Urquiza y Parque Chas lleva su apellido.